# The Lustrate Process
The Lustrate Process es el sexto álbum de la banda sueca de death metal The Project Hate MCMXCIX lanzado el 6 de julio de 2009. Fue producido por Lord K. Philipson. Este álbum marcó un cambio en la alineación de la banda, ya que Mojjo salió de la banda, siendo reemplazado por Thomas Ohlsson. El guitarrista desertó también y fue reemplazado por Anders Bertilsson. En este álbum también participan muchos cantantes invitados como Martin van Drunen, Christian Älvestam, L.G. Petrov, Johan Hegg y Robert Eriksson, además de los guitarristas Mike Wead, Pär Fransson y Henry Pyykkö quienes tocan numerosos solos de guitarra en diversos temas del álbum.

## Lista de canciones
1. Descend Into the Eternal Pits of Possession – 12.55
2. You Come to Me Through Hell – 8:55
3. See the Filth Become Flames In This Furnace – 8:20
4. Our Wrath Will Rain Down From the Sky – 8:36
5. The Locust Principles – 9:09
6. Arise to His World of Infamy – 9:41
7. The Burial of Gods – 7:01

## Integrantes

### The Project Hate
- Lord K. Philipson - guitarra, programación
- Jörgen Sandström - voz
- Jonna Enckell - voz
- Michael Håkansson - bajo
- Anders Bertilsson - guitarra
- Thomas Ohlsson - batería

### Invitados[2]
- Mike Wead (Mercyful Fate, King Diamond) – solo de guitarra
- Pär Fransson (Whyte Ash) – solo de guitarra
- Henry Pyykko (Whyte Ash) – solo de guitarra
- Martin van Drunen (Asphyx)– voz, coros en todas las canciones
- Christian Älvestam (Solution .45, ex Scar Symmetry) – voz en "You Come to Me Through Hell" y "The Locust Principles"
- Lars Göran Petrov (Entombed) – voz en "Descend Into the Eternal Pits of Possession", "You Come Through Me to Hell" y "The Locust Principles"
- Johan Hegg (Amon Amarth) – voz en "Our Wrath Will Rain Down From the Sky"
- Robert Eriksson – voz en "Arise to His World of Infamy"